# Toi8
Toi8 (nacido el 8 de octubre de 1976) es un artista japonés que fue más conocido por trabajar en Anime como .hack // The Movie, y videojuegos como Tokyo Mirage Sessions ♯FE

## Biografía
Toi8 nació en la prefectura de Kumamoto, Japón el 8 de octubre de 1976. Se graduó de Yoyogi Animation College. Aunque trabajó como ilustrador de anime durante aproximadamente dos años, abandonó su empresa en aproximadamente un año. Desde que se fascinó con sus dibujos originales, se convirtió en un ilustrador independiente. Debutó como ilustrador en "Fancy Tokyo Cien Paisajes", publicado en 2002. Su origen de su seudónimo proviene de su fecha de nacimiento: 8 de octubre. Antes de eso, usó el seudónimo "Q8".